# Gerarchia dei demoni
Per gerarchia dei demoni s'intende l'ordine secondo cui sono classificati i demoni della mitologia esoterica.

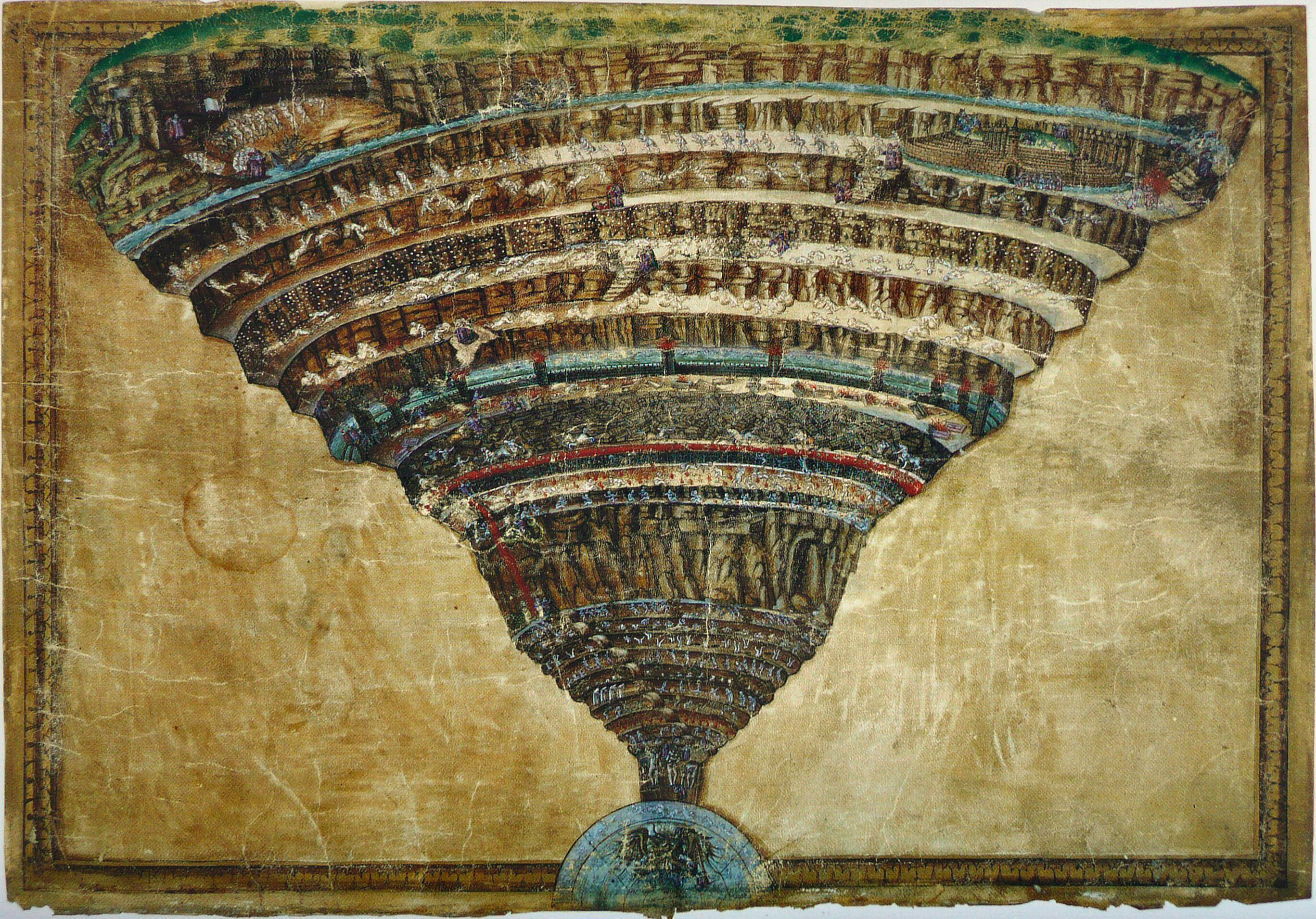
Mappa gerarchica dei nove gironi dell'Inferno dantesco, opera di Sandro Botticelli

Esistono varie tipi di classificazione poiché i demoni sono presenti nella mitologia cristiana, ebraica, pagana, musulmana, indiana, turca, cinese e giapponese.

## Classificazione occidentale
Spesso le classificazioni si sono fondate a contraltare delle gerarchie degli angeli, soprattutto per opera di teologi e scrittori cristiani. Basandosi sugli scritti di San Paolo si pensò che la corte angelica, divisa per la prima volta nel IV secolo, fosse costituita da tre gerarchie, ognuna delle quali a sua volta comprendeva un certo numero di categorie; così fu fatto anche per i demoni. Nel V secolo i demoni furono divisi in cinque categorie, quattro aggregate agli altrettanti elementi fondamentali (acqua, fuoco, aria e terra), la quinta residente nell'aldilà.
Nell'XI secolo secondo Michele Psello i demoni si dividono in cinque classi alle quali se ne aggiunge una sesta riferita ai demoni ombra, dall'aspetto di fantasmi. Sant'Agostino riuniva già tutti i demoni nella sesta categoria dello Psello. 
Durante il Medioevo e il primo rinascimento, per il rinnovato interesse verso le arti magiche e lo sviluppo di una stregoneria tutta europea, fu necessario tracciare dei sistemi di gerarchie più organizzate, che delineassero l'esatta posizione e caratteristica di ogni immaginabile demone. La lista più famosa è quella fornita dal medico e mago inglese Johann Wier nel suo "Pseudomonarchia daemonum" (1563), secondo cui i demoni erano 7 409 127, comandati da settantanove principi e specificando l'aspetto e il carattere di ciascun demone. Molte furono le enumerazioni dei demoni in quel periodo e ogni demonologo forniva la propria basata su sistemi numerologici differenti. Di grande interesse è anche l'elenco contenuto nel grimorio anonimo Lemegeton (o Clavicula Salomonis). Trattandosi di un manuale operativo, il grimorio specifica le attitudini di ogni demone e il modo per evocarlo.
Nel 1801 l'inglese Francis Barrett pubblicò un libro intitolato The Magus (Il mago), nel quale propose la seguente classificazione ottenuta dividendo tutti gli spiriti maligni in nove gradi:
- falsi dei o demoni che vogliono essere adorati
- spiriti mendaci che ingannano gli uomini con divinazioni e predizioni
- vasi di scelleratezza o vasi di collera, inventori di cose malvagie
- vendicatori del male
- ingannatori
- potenti dell'aria
- furie
- accusatori o inquisitori
- templari o seduttori

Nella schiera di demoni la distinzione fondamentale è quella tra "incubi" (dal latino "incumbere" = giacere sopra) e "succubi" (dal latino succumbere = giacere sotto).
I primi erano considerati di genere maschile e si pensava che visitassero le donne durante il sonno e si posizionassero sopra esse inducendole al peccato di lussuria; esisteva però un altro genere di demoni incubi (identificati in forma di folletti o piccoli mostri) che si pensava si sedesse sul petto degli uomini impedendo loro la respirazione (spiegazione delle apnee notturne). Per quanto riguarda i demoni succubi, questi avevano aspetto femminile e visitavano il sonno degli uomini anche qui per indurli al peccato di lussuria con essi. In qualche caso si riteneva che questi amplessi tra uomini, donne e demoni fossero fertili, quindi che esistessero dei figli dei demoni; il più celebre tra essi è nel libro "An admirable story". Esistono raffigurazioni di questi demoni, la più celebre è probabilmente quella del pittore tedesco Johann Heinrich Füssli, incubo.
Un'altra classificazione è quella proposta da molti esorcisti, tra cui Padre Amorth. Essa prevede una triade composta da Lucifero come imperatore, Beelzebub come principe e Astaroth come granduca. Un'altra visione vuole una triade formata da Lucifero, il Leviatano e Asmodeo. Sotto di questi demoni principali vi sono i sei spiriti superiori:
- Lucifugo, primo ministro, al quale Lucifero ha donato tutte le ricchezze e i tesori del mondo
- Satanachia, gran generale, il quale può sottomettere tutte le donne e far loro compiere qualsiasi azione.
- Agaliarept, anche lui gran generale, può scoprire qualsiasi segreto e rivelarlo.
- Fleuretiy, tenente generale, può compiere l'azione che desidera quando desidera.
- Sargatanas, brigadiere, può teletrasportarsi, rendersi invisibile, aprire le serrature, è padrone della furtività e la insegna agli uomini.
- Nebiros, maniscalco di campo, instilla l'odio nelle menti degli umani, conosce la forgiatura, le qualità dei minerali, delle piante e degli animali.

Esistono poi tre spiriti inferiori per ogni spirito superiore: Lucifugo comanda Bael, Agares e Marbas. Satanachia Pruslas, Arimon e Barbatos. Agaliarept Buer, Gusatan e Botis. Fleuretiy ha sotto di lui Bathin, Pursar e Abigar. Sargatanas ha come suoi subordinati Loray, Balefar e Foran. Nebiros ha alle sue dirette dipendenze Aiperos, Nuberus e Glasyabolas. Fungono da intermediari tra gli spiriti superiori e i loro servitori Miriòn, Beliul e Anagaton. Infine vi sono milioni di demoni inferiori, che servono nelle legioni demoniache.

## Classificazione dei demoni di Psello
Michele Psello redasse l'influente De operatione dæmonum (Sull'operazione dei demoni) nell'XI secolo, con una tassonomia che divideva i demoni in sei tipi: Leliurio (Igneo), Aërial, Marino (Acqueo), Terrestre (Terreno), Sotterraneo e Lucifugo (Eliofobo). L'opera di Psello avrebbe poi ispirato molte altre successive classificazioni demoniache, da vari autori occulti al manuale di caccia alle streghe di Francesco Maria Guazzo.

## Classificazione delLanterne of Light
Fra il 1409 e il 1410, il Lanterne of Light, un anonimo trattato inglese del movimento lollardista speso attribuito alla mano di John Wycliffe, fornì una classificazione basata su "sette diavoli mortali" o "sette principi dell'Inferno" secondo cui ogni demone tentava il genere umano con uno dei sette vizi capitali. Questo elenco è stato successivamente utilizzato nelle opere di John Taylor, il poeta dell'acqua.  Scrittori successivi, come Peter Binsfeld, assegnarono diversi demoni ai rispettivi peccati seguendo un elenco differente. La classificazione è la seguente:
1. Lucifero: orgoglio
2. Belzebù: invidia
3. Satana: ira
4. Abaddon: pigrizia
5. Mammona: avidità
6. Belfagor: gola
7. Asmodeo: lussuria (cfr. Libro di Tobia)

## La classificazione dei demoni di Binsfeld
Come parte del suo Trattato sulle confessioni dei malfattori e delle streghe del 1589, il teologo tedesco Peter Binsfeld predispose una classificazione dei demoni chiamati i Principi dell'Inferno. Come la Lanterne of Light, Binsfeld utilizzò i sette peccati capitali come base, sebbene i due schemi differiscano in diversi punti:
1. Lucifero: orgoglio
2. Mammona: avarizia
3. Asmodeo: lussuria
4. Leviatano: invidia
5. Belzebù: gola
6. Satana: ira
7. Belfagor: accidia

## La classificazione dei demoni di Spina
Nel 1467 Alfonso de Spina preparò una classificazione dei demoni basata su diversi criteri:
- demoni del destino
- incubi e succubi
- Gruppi erranti o eserciti di demoni che possono includere più regioni dell’Inferno
- famigli
- drudi
- cambioni (progenie di un incubo, succube o altro demone con un essere umano)
- Demoni bugiardi e dispettosi
- Demoni che attaccano i santi
- Demoni che cercano di indurre le donne anziane a partecipare ai Sabba delle streghe.

Risulta difficile rinvenire un criterio-guida della classificazione. Probabilmente, Spina trasse ispirazione da diverse leggende e storie. I drudi appartengono al folklore tedesco, mentre famigli, goblin e altri demoni maliziosi appartengono al folklore della maggior parte dei paesi europei.
La credenza in incubi e succubi (e la loro capacità di procreare) sembra aver ispirato la sesta categoria, ma potrebbe anche essere stata ispirata dalla leggenda talmudica dei demoni che hanno rapporti sessuali con donne e uomini mortali (cfr. anche Mastema).
Le visioni di demoni tentatori che ebbero alcuni dei primi santi come Antonio il Grande ispirarono forse l'ottava categoria.
L'idea che le donne anziane frequentassero i Sabbath era comune durante il Medioevo e il Rinascimento europeo, e Spina la menzionò prima del Malleus Maleficarum.

## La classificazione dei demoni di Agrippa
Nel trattato De Occulta Philosophia, Heinrich Cornelius Agrippa propose diverse classificazioni dei demoni, basate su scale numeriche, come tutta la sua cosmologia. Tale classificazione fu adottata nel libro The Magus di Francis Barrett.
Scala dell'unità
Un principe della ribellione, degli angeli e delle tenebre:
- Lucifero

Scala di due
Due capi dei diavoli:
- Behemoth
- Leviatano

Scala di tre
Tre furie:
- Aletto
- Megera
- Tisifone

Tre giudici infernali:
- Minosse
- Eaco
- Radamanto

Scala del quaternario
Quattro principi dei diavoli nei quattro elementi:
- Samael: fuoco
- Azazel: aria
- Azrael: acqua
- Mahazael: terra.

Quattro Principi degli spiriti ai quattro angoli del mondo:
- Oriens: a est
- Paimon: a ovest
- Egyn: a nord
- Amaimone: a sud.

Nonostante siano elencati separatamente, Agrippa afferma che questi gruppi sono identici, facendo del primo l'equivalente ebraico dei nomi dei secondi. Gli stessi quattro demoni compaiono in ‘’Semiphoras’’ e ‘’Schemhamforas’’.
Scala di sei
autori di tutte le calamità: Atteo, Megalesio, Ormeno, Lico, Nicone, Mimone, Uga, Aruka, Ochirone.
Scala del novenario
Nove principi che governano nove ordini di diavoli (con riferimenti biblici):
- Belzebù: falsi dei (Matteo 4:1–11[12])
- Pitone: Spiriti della menzogna (1 Re 22:21–22[13])
- Belial strumenti di iniquità e ira (Genesi 49:5[14], Salmi 7:13[15], Isaia 13:5[16], Geremia 50:25[17], Ezechiele 9:2[18])
- Asmodeo: vendicatori della malvagità
- Satana: ingannatori o imitatori di miracoli (Genesi 3:1–5[19])
- Merihem: poteri aerei (Apocalisse 7:1–2[20])
- Abaddon: Furie che spargono malizia
- Astaroth: calunniatori, inquisitori e accusatori
- Mammona: tentatori e irretitori.

## La classificazione della Bibbia di re Giacomo
Giacomo I d'Inghilterra scrisse una dissertazione intitolata Daemonologie che fu pubblicata per la prima volta nel 1597, diversi anni prima della prima edizione della Bibbia di re Giacomo. In 3 brevi libri l’autore realizzò una dissertazione sotto forma di un'opera filosofica, che operava argomentazioni e confronti tra magia e stregoneria, e che proponeva una classificazione dei demoni in quattro punti basata su altrettanti metodi usati dal demone per causare danni o tormenti a una persona viva o morta. Lo scopo era trasmettere la convinzione che gli spiriti causassero malattie e che la magia fosse possibile solo attraverso l'influenza demoniaca. Egli cita inoltre autori precedenti che affermano che ogni diavolo ha la capacità di apparire in diverse forme. La classificazione è la seguente:
- spettri: gli spiriti che disturbano le case o i luoghi solitari
- ossessioni: gli spiriti che seguono certe persone per disturbarle dall’esterno del loro corpo in vari momenti della giornata
- possessioni: gli spiriti che entrano all’interno del corpo di una persona per turbarla.
- fate: gli spiriti che profetizzano, si uniscono e trasportano..

## La classificazione dei demoni di Michaelis
Nel 1613 Sebastien Michaelis diede alle stampe un libro intitolato Admirable History, che includeva una classificazione dei demoni che egli riportò di aver ricevuto dal demone Berith durante l’esorcismo di una suora. Questa classificazione si basa sulle gerarchie pseudo-dionisiache, secondo i peccati che il diavolo tenta di commettere, e include gli avversari dei demoni (che hanno subito quella tentazione senza cadervi).
Molti nomi di demoni sono esclusivamente francesi o sconosciuti in altri cataloghi.
Prima gerarchia
La prima gerarchia include angeli che erano serafini, cherubini e troni.
- Belzebù era un principe dei Serafini, appena sotto Lucifero. Belzebù, insieme a Lucifero e Leviatano , furono i primi tre angeli a cadere. Egli tenta gli uomini con l’orgoglio ed è avversato da san Francesco d'Assisi.
- il Leviatano era un principe dei serafini che tenta le persone a cedere all'eresia, e si oppone a san Pietro.
- Asmodeo era un principe dei serafini, ardente di desiderio di tentare gli uomini alla sfrenatezza. Gli si oppone san Giovanni il Battista.
- Berith era un principe dei cherubini. Tenta gli uomini a commettere omicidio e ad essere litigiosi e blasfemi. Gli si oppone san Barnaba.
- Astaroth era un principe di Troni, che induce gli uomini alla pigrizia e si oppone a san Bartolomeo apostolo.
- Verrine era anche un principe di Troni, appena sotto Astaroth. Tenta gli uomini con impazienza e si oppone a san Domenico.
- Gressil era il terzo principe dei troni, che tenta gli uomini con l'impurità e si oppone a san Bernardo.
- Soneillon era il quarto principe dei troni, che induce gli uomini a odiare e si oppone a santo Stefano.[21]

Seconda gerarchia
La seconda gerarchia comprende Potenze, Domini e Virtù.
- Carreau era un principe delle Potenze. Egli tenta gli uomini alla durezza di cuore ed è contrastato da Vincenzo Ferrer.
- Carnivale fu principe delle Potenze. Tenta gli uomini all'oscenità e alla sfacciataggine, ed è contrastato da Giovanni evangelista.
- Oeillet era un principe dei Domini. Egli tenta gli uomini a rompere il voto di povertà e si oppone a san Martino.
- Rosier fu il secondo nell'ordine dei Domini. Tenta gli uomini contro la purezza sessuale e si oppone a san Basilio.
- Belial era il principe delle virtù. Tenta gli uomini all’arroganza e le donne a essere vanitose e ad allevare bambini sfrenati e fare pettegolezzi durante la Messa. Gli si oppone san Francesco de' Paoli.

Terza gerarchia
La terza gerarchia Principati, Arcangeli e Angeli.
- Verrier era il principe dei Principati. Tenta gli uomini contro il voto di obbedienza e si oppone a San Bernardo.
- Olivier era il principe degli Arcangeli. Egli tenta gli uomini con crudeltà e spietatezza verso i poveri ed è avversato da San Lorenzo.
- Luvart era il principe degli angeli.[22]

Molti dei nomi e dei ranghi di questi demoni compaiono nelle litanie delle streghe dello Sabbath, secondo l'Histoire de la magie en France di Jules Garinet e il Dictionnaire Infernal di Collin de Plancy.

## Classificazione della cabala
Secondo la cabala esistono sette categorie di demoni:
- Demoni del fuoco: abitano le regioni più lontane degli Inferi.
- Demoni dell'aria: dimorano e volano intorno agli uomini
- Demoni della terra: essi si mescolano agli uomini con il compito di tentarli e ammaliarli.
- Demoni dell'acqua:  vivono negli oceani, nei mari e nei fiumi provocando burrasche e naufragi.
- Demoni sotterranei: si celano nei pozzi e sono la causa di terremoti e delle eruzioni vulcaniche.
- Demoni delle tenebre:  devono il loro nome al fatto che vivono lontani dal sole.
- Demoni del ghiaccio: devono il loro nome al fatto che abitano nei ghiacciai.

La cabala divide queste categorie di demoni in dieci gruppi, ciascuno guidato da un demonio particolare:
1. Thamiel[23]: i bicefali. Spiriti in rivolta dominati da Moloch.
2. Chaigidel: spiriti di menzogna guidati da Belzebù.
3. Satariel: i velatori. Spiriti della falsità, retti da Lucifero.
4. Gamchicolh[23]: i perturbatori di anime. Spiriti impuri governati da Astaroth.
5. Galb[23]: gli incendiari. Spiriti della collera dominati da Asmodeo.
6. Tagaririm[23]: i litigiosi. Sono gli spiriti della discordia guidati da Belphegor.
7. Harab: i corvi della morte. Spiriti ribelli governati da Baal.
8. Samael: i battaglieri. Spiriti della ferocia guidati da Adramelech o Adrammelech.
9. Iamaliel[23]: gli osceni. Spiriti capeggiati da Lilith.
10. Reshaim[23]: i malvagi. Spiriti crudeli governati da Nahenia. In quest'ultima sono presenti quattro sottocategorie:
  1. Gheburim - i violenti.
  2. Raphaim - i vili.
  3. Anacim - gli anarchici.
  4. Nephilim - i voluttuosi.

## Classificazione per ufficio
Nello studio della demonologia, molti spiriti sono classificati per ufficio, rango o titoli che i teologi credono fossero un tempo tenuti in Paradiso prima della caduta o che attualmente detengono nella loro dimora infernale. Questi uffici sono solitamente elaborati in diversi grimori che determinano la loro autorità o potere nell'Inferno. I demoni classificati per ufficio sono spesso raffigurati in una gerarchia di militi, in cui un generale può detenere il comando su una legione designata per una funzione specializzata in una determinata azione di disturbo degli uomini. Altri teologi determinarono la classificazione dell'ufficio di uno spirito a seconda dei tempi o dei luoghi in cui vagano sulla Terra.

### Il libro di Abramelin
Il Libro di Abramelin, probabilmente scritto nel XIV o XV secolo, elenca quattro principi dei demoni: Lucifero , Leviatano , Satana e Belial . Ci sono anche otto sotto-principi: Astaroth , Magoth, Asmodeo, Belzebù , Oriens, Paimon, Ariton (Egin) e Amaymon. Sotto il dominio di questi ci sono molti demoni minori.

### Le Livre des Esperitz
Scritto nel XV o XVI secolo, questo grimorio era una probabile fonte per la gerarchia dei demoni di Wierus, ma mentre Wierus menziona 69 demoni, Le Livre des Esperitz ne ha solo 46. Wierus ha omesso, tuttavia, i quattro demoni dei punti cardinali: Oriente, Ponimone, Amaimone ed Equi (vedi la classificazione di Agrippa) e i tre grandi governatori di tutti gli altri demoni: Lucifero, Belzebù e Satana.

### Il Manuale di Magia Demoniaca di Monaco
Scritto nel XV secolo, questo manuale include un elenco di undici demoni.

### Fasciculus Rerum Germanicarum
Scritto nel 1494, questo grimorio contiene un elenco di 37 demoni.

### Le Dragon Rouge (o Grand Grimoire)
Come molte opere di natura mistica, Le Dragon Rouge (o il drago rosso) afferma di provenire da Salomone e dai suoi sacerdoti e si dice che sia stato pubblicato nel 1517 da Alibeck l'egiziano. Tuttavia, molto probabilmente fu redatto nella Francia del XVIII secolo.
Il grimorio descrive in dettaglio le diverse schiere dell'Inferno e i loro poteri, descrivendo come stringere un patto con loro per raggiungere gli obiettivi dei maghi. I demoni dell'inferno sono classificati in tre diversi livelli, dai generali agli ufficiali.

### Pseudomonarchia Daemonum
La Pseudomonarchia Daemonum di Johann Weyer è un grimorio che contiene un elenco di demoni e le ore e i rituali appropriati per evocarli nel nome di Dio, Gesù e lo Spirito Santo (più semplici di quelli citati dalla ‘’Piccola Chiave di re Salomone’’).
Questo libro è stato scritto intorno al 1583 ed elenca sessantotto demoni, escludendo: Vassago, Seir , Dantalion e Andromalius. Il testo non attribuisce sigilli ai demoni.

### Piccola Chiave di Salomone
La Piccola Chiave di Salomone è un grimorio anonimo del XVII secolo e uno dei libri più popolari di demonologia, che contiene descrizioni dettagliate degli spiriti e delle evocazioni necessarie per invocarli e obbligarli a fare la volontà di chi li chiama (indicato come "esorcista").
Il testo descrive in dettaglio i segni protettivi e i rituali da eseguire, le azioni necessarie per impedire agli spiriti di ottenere il controllo, i preparativi prima delle invocazioni e le istruzioni su come realizzare gli strumenti necessari per l'esecuzione di questi rituali.
L’autore copiò il Pseudomonarchia Daemonum, aggiungendo le descrizioni dei demoni e dei loro sigilli.

### L'Ars Goetia
Ars Goetia è la prima sezione della Piccola Chiave di Salomone contenente le descrizioni dei settantadue demoni che si dice che il re Salomone abbia evocato e rinchiuso in un vaso di bronzo sigillato da simboli magici e che abbia obbligato a lavorare per lui.
L'Ars Goetia attribuisce un grado e un titolo nobiliare a ciascun membro della gerarchia infernale, e dà ai demoni "segni a cui devono prestare fedeltà" o sigilli.

### Dictionnaire Infernal
Il Dictionnaire Infernal è un libro di demonologia, che propone alcune serie di gerarchie infernali. Fu scritto da Jacques Auguste Simon Collin de Plancy e pubblicato per la prima volta nel 1818. Delle diverse edizioni del libro, la più famosa è probabilmente quella del 1863, in cui furono aggiunte sessantanove illustrazioni al libro che raffigurano le descrizioni dell'aspetto di un certo numero di demoni. Molte di queste immagini furono successivamente e in parte utilizzate nell'edizione della Piccola Chiave di Salomone curata da SL MacGregor Mathers.
Il libro fu poi diviso in due volumi, con sei ristampe e molte modifiche tra il 1818 e il 1863. Esso tenta di fornire un resoconto di tutte le conoscenze riguardanti le superstizioni e la demonologia .
De Plancy presentò una gerarchia di demoni con sede nelle moderne corti europee:
- Principi e dignitari: Belzebù , capo supremo dell'impero dell'Inferno; Satana, principe detronizzato e capo del partito di opposizione; Eurinome[29], principe della morte; Moloch, principe del paese delle lacrime; Pluton, principe del Fuoco, Gran Croce dell'ordine della Mosca e governatore delle regioni in fiamme; Pan, principe degli incubi e Lilith, principessa dei succubi; Leonard, il grande signore del Sabbath, cavaliere della Mosca; Balberith, grande pontefice, signore delle alleanze; Proserpina, arcidiavolo, principessa degli spiriti maligni.
- Ministri dell'Ufficio: Adrammelech, Gran Cancelliere e Gran Croce dell'Ordine della Mosca; Ashtaroth, tesoriere generale, Cavaliere della Mosca; Nergal, capo della polizia segreta; Baal, comandante in capo degli eserciti dell'Inferno, Gran Croce dell'Ordine della Mosca; Leviatano, Grande Ammiraglio, Cavaliere della Mosca.
- Ambasciatori: Belfagor, Ambasciatore di Francia; Mammon, d'Inghilterra; Belial, d'Italia; Rimmon, della Russia; Tammuz, di Spagna; Hutgin, della Turchia; Martinet, della Svizzera.
- Giustizia: Lucifero, capo della (in)giustizia, Cavaliere della Mosca; Alastor, esecutore delle sue condanne.
- Casa dei principi: Verdelet, cerimoniere; Succorbenoth, capo degli eunuchi del serraglio; Chamos, Gran Ciambellano, Cavaliere della Mosca; Melchom, tesoriere pagatore; Nisroch, capo della cucina; Behemoth, capo coppiere; Dagon , grande pantera; Mullin , primo valletto.
- Spese segrete: Kobal, direttore dei teatri; Asmodeo, sovrintendente delle case da gioco; Nybbas, grande buffone; Anticristo, ciarlatano e negromante.

Alexis-Vincent-Charles Berbiguier usò alcuni di questi nomi e gradi per i demoni che lo tormentavano, nella sua opera autobiografica Les farfadets ou Tous les démons ne sont pas de l'autre monde (del 1821).

### The Satanic Bible
LaVey adottò il simbolismo dei quattro principi ereditari dell'Inferno, intitolando ogni capitolo a ciascun principe:  The Book of Satan: The Infernal Diatribe (il libro di Satana: la diatriba infernale), The Book of Lucifer: The Enlightenment (il libro di Lucifero: l'illuminazione), The Book of Belial: Mastery of the Earth (il libro di Belial: il dominio della terra) e The Book of Leviathan: The Raging Sea (il libro del Leviatano: il mare in tempesta). L'associazione fu ispirata dalla gerarchia demoniaca del Libro di Abramelin.
- Satana (ebraico) "Signore dell'Inferno": l'avversario, che rappresenta l'opposizione, l'elemento del fuoco, la direzione del sud e il sigillo di Bafometto durante il rituale.
- Lucifero (latino) "La stella del mattino": il portatore di luce, che rappresenta l'orgoglio e l'illuminazione, l'elemento dell'aria, la direzione dell'est e le candele durante il rituale.
- Belial (ebraico) "Senza un maestro": la bassezza della terra, l'indipendenza e l'autosufficienza, l'elemento terra, la direzione del nord e la spada durante il rituale.
- Leviatano (ebraico) "Serpente dell'Abisso": il grande drago, che rappresenta il segreto primordiale, l'elemento dell'acqua, la direzione dell'ovest e il calice durante il rituale.